# Dipartimento di Matacos
Matacos è un dipartimento argentino, situato nella parte occidentale della provincia di Formosa, con capoluogo Ingeniero Juárez.
Esso confina a nord con il dipartimento di Ramón Lista, a est con il dipartimento di Bermejo, a sud con la provincia del Chaco e a ovest con la provincia di Salta.
Secondo il censimento del 2001, su un territorio di 4.431 km², la popolazione ammontava a 12.133 abitanti, con un aumento demografico del 45,21% rispetto al censimento del 1991.
Municipi del dipartimento sono:
- Ingeniero Juárez